# دادران (درميان)
دادران (بالفارسية: دادران) هي مستوطنة تقع في إيران في قسم درمیان الريفي. يقدر عدد سكانها بـ 479 نسمة بحسب إحصاء 2016.